# 파란트로푸스 보이세이
파란트로푸스 보이세이(Paranthropus boisei)는 화석 인류의 하나이다. 1959년 탄자니아의 올두바이 조지 계곡에서 영국출신 인류학자 루이스 리키와 그의 아내인 메리 리키 부부가 발견했다. 초기에는 “진잔트로푸스 보이세이”(Zinjanthropus boisei)라고 명명되었고, 최근까지 “오스트랄로피테쿠스 보이세이”(Australopithecus boisei)로 불렸다. 별명 중에는 처음에 발견된 20세 남성의 화석의 해골 중 단단한 아래턱 때문에 붙여진 '호두까기 인간'(Zinji)이 있다.
파란트로푸스 보이세이는 260만 년~100만 년 전, 플리오세 말기에서 플라이스토세에 동아프리카에서 살았다. 몸무게는 약 45kg, 키는 1m~1.5m를 약간 넘었고, 암수 간에 크기의 차이가 심했다. 뇌용량은 500cc 전후였다.